# Arrondissement de Pakour
L'arrondissement de Pakour est l'un des arrondissements du Sénégal. Il est situé dans le département de Vélingara et la région de Kolda, en Casamance, dans le sud du pays.
Il compte trois communautés rurales :
- Communauté rurale de Pakour
- Communauté rurale de Paroumba
- Communauté rurale de Ouassadou

Son chef-lieu est Pakour.